# Stanislav Konstantinovich Smirnov
Stanislav Konstantinovich Smirnov (Cyrillic: Станислав Константинович Смирнов; sinh ngày 3 tháng 9 năm 1970) là một nhà toán học Nga hiện đang làm việc tại Đại học Geneva, là người được trao Huy chương Fields năm 2010. Nghiên cứu của ông tập trung vào các lĩnh vực giải tích phức, hệ động lực học và lý thuyết xác suất.

## Tiểu sử
Smirnov sinh ngày 3 tháng 9 năm 1970 tại Leningrad, Liên Xô (nay là St Petersburg, Nga). Ông đã theo học trường chuyên toán, Saint Petersburg Lyceum 239, cho đến năm 1987. Smirnov đã tốt nghiệp bậc đại học tại Đại học Tổng hợp Sankt-Peterburg năm 1992, nơi ông đã làm việc cho Victor Havin. Ông đã bảo vệ tiến sĩ tại Caltech dưới sự hướng dẫn của Nikolai G. Makarov; đề tài của ông là Spectral Analysis of Julia Sets và đã bảo vệ thành công vào năm 1996. Smirnov đã tham gia nghiên cứu tại Đại học Yale, Học viện Toán học Max Planck ở Bonn, và Institute for Advanced Study tại Princeton. Năm 1998, ông đã chuyển đến Học viện Công nghệ Hoàng gia ở Stockholm, và được phong hàm giáo sư trong nhóm nghiên cứu giải tích, toán lý học và xác suất tại Đại học Geneva năm 2003.